# 凱勒維爾 (密蘇里州)
凱勒維爾（英語：Kellerville）是位於美國密蘇里州謝爾比縣的非建制地區。

## 地理
凱勒維爾所處的海拔為高於海平面236米（即774英呎），而該地所採用的時區為UTC-6，即北美中部時區（CST）。同時該地設有夏令時間，為UTC-6調快一小時，即UTC-5（CDT）。